# WAR DOGS
WAR DOGS（ウォー・ドッグス）は、新日本プロレスのヒールユニット。BULLET CLUB内の内部ユニット及びタッグチームとして活動している。

## 概要

### 結成の経緯
2023年3月6日、大田区総合体育館にて行われたNEW JAPAN CUP 2023一回戦にて、フィンレーはBULLET CLUBへの加入を表明し、外道をセコンドに連れて入場。石井智宏から勝利し、試合後フィンレーは外道よりBULLET CLUBの次期リーダーとして紹介された。
その後、フィンレーは4月の両国大会で自分のやり方に不満を持っていたエル・ファンタズモをBULLET CLUBから追放し、タマ・トンガの持つNEVER無差別級王座に挑戦表明した。5月3日、福岡大会でのNEVER無差別級選手権試合で、ベルトを奪取した。
さらに、6月4日のDOMINIONで、フィンレーは自ら追放したファンタズモとベルトを懸けて戦った。試合はクラーク・コナーズ、ドリラ・モロニー、ゲイブ・キッド、アレックス・コグリンの助けもあり、初防衛に成功した。そして、試合後フィンレーはこの日加入したメンバーで、BULLET CLUB内ユニット「WAR DOGS」を結成することを発表した。

### ユニットの特徴
フィンレーをはじめ、過激かつ冷酷で攻撃的なファイトスタイルがユニット内で定着しており、時折メンバーの介入やイスなどの凶器を使うといった反則行為を見せることもある。
基本的には、WAR DOGS外のBCメンバーは、WAR DOGSのメンバーとタッグを組まれることが多い。
唯一、HOUSE OF TORTUREのことを酷評し批判しており、仲間とは思っておらず、共闘する姿勢を一切見せていない。これまで本格的な対立はなかったが、2025年2月11日、大阪府立体育会館大会で行われた辻陽太 対 ゲイブ・キッドの試合後にHOUSE OF TORTUREが乱入し、辻だけでなくゲイブや英語解説席にいたクラーク・コナーズにも暴行を加え、WAR DOGSをBULLET CLUBから追放すると宣言。ついに明確な分裂状態となった。同年3月のNEW JAPAN CUPシリーズより、H.O.TとWAR DOGSの対戦カードが多く組まれ、連日抗争が激化していった。さらに、こうした状況の中、同年5月3日の福岡国際センターでの大会で「ドッグパウンドケージマッチ　 〜Losers Leave BULLET CLUB〜」が組まれ、敗者チームはBCから追放されることが決定した。
迎えた当日、序盤からリングは混沌に包まれ、イスやチェーン、竹刀、テーブルといった凶器が乱舞し、一部の選手は血を流すなどあったが、最後は勝利を収め、H.O.Tを完全にBCから追放した。

## 略歴

### 2023年
- 6月4日、大阪城ホール大会にて、ダン・モロニー、アレックス・コグリン、ゲイブ・キッドがBULLET CLUBに加入。更に、デビッド・フィンレーがエル・ファンタズモを下し、NEVER無差別級王座の防衛に成功した直後のバックステージにて結成を宣言[1][2]。
- 7月4日、後楽園ホール大会にて、コグリンとキッドがCHAOSの毘沙門（後藤洋央紀＆YOSHI-HASHI組）を下し、第5代STRONG無差別級タッグ王座を奪取[3]。更にクラーク・コナーズとドリラ・モロニーがUNITED EMPIREのフランシスコ・アキラ&TJPを下し、第73代IWGPジュニアタッグ王座を奪取[4]。

### 2024年
- 1月4日、東京ドーム大会にて、フィンレーが3WAYマッチの末、初代IWGP GLOBALヘビー級王座を奪取[5]。
- 2月4日、後楽園ホール大会にて、コナーズとモロニーが第75代IWGPジュニアタッグ王座を奪取[6]。
- 2月23日、北海道立総合体育センターにて、フィンレーが元WWEのニック・ネメスに敗れ、IWGP GLOBALヘビー級王座陥落[7]。
- 3月23日、アレックス・コグリンがユニット脱退し、引退[8]。
- 5月4日、福岡国際センター大会にて、フィンレーがネメスを下し、第3代IWGP GLOBALヘビー級王者となる[9]。
- 5月11日、トヨタ・アリーナ大会にて、キッドがAEWのエディ・キングストンを下し、第7代STRONG無差別級王座を奪取[10]。
- 7月13日、プロレスリング・ノアを退団した元Good Looking Guysのジェイク・リーが加入[11]。
- 10月2日、スターダム後楽園ホール大会にて行われたCOSMIC ANGELSとH.A.T.E.の4対4イリミネーションマッチにコナーズが乱入。なつぽいにスピアーを決めてH.A.T.E.の勝利をアシストした。
- 11月4日、大阪府立体育会館大会にて行われたフィンレーとタイチのIWGP GLOBALヘビー級選手権試合中にJust 5 Guysを裏切ったSANADAが加入[12]。

### 2025年
- 1月6日、NEW YEAR DASH!!の第5試合に出場した石森太二が、試合後のバックステージでWAR DOGS派を宣言。1月19日から正式に、WAR DOGSに合流した。
- 2月11日、大阪大会にて、ゲイブと辻陽太によるIWGP GLOBALヘビー級選手権試合が両者KOにより引き分けとなった直後、HOUSE OF TORTUREが乱入。EVILがWAR DOGSのBULLET CLUBからの追放を一方的に宣言。以降、WAR DOGSとHOUSE OF TORTUREは、内紛状態となる。
- 3月20日、長岡大会にて、フィンレーが海野翔太を下し、NEW JAPAN CUPを初制覇。
- 5月3日、WAR DOGS VS HOUSE OF TORTUREの「ドッグパウンドケージマッチ　 〜Losers Leave BULLET CLUB〜」にてH.O.Tを破り、H.O.TをBULLET CLUBから追放した。
- 6月15日、大阪城ホール大会にて、ゲイブが辻陽太を破り、IWGP GLOBALヘビー級を獲得したがフィンレーがEVILとのドッグカラーチェーンデスマッチに敗北した。

## メンバー
- デビッド・フィンレー（結成 - ）（リーダー）
- 外道（結成 - ）
- クラーク・コナーズ（結成 - ）
- ドリラ・モロニー（結成 - ）
- ゲイブ・キッド（結成 - ）
- ジェイク・リー（2024年7月13日 - ）
- 石森太二（2025年1月6日 - ）
- ロビー・エックス（2025年4月3日 - ）
- Yuto-Ice（2025年8月17日 - ）
- OSKAR（2025年8月17日 - ）

## サポートメンバー
- テクラ（スターダム・H.A.T.E.）
- 刀羅ナツコ（スターダム・H.A.T.E.）
- 上谷沙弥（スターダム・H.A.T.E.）

## 元メンバー
- アレックス・コグリン（2023年6月4日 - 2024年3月23日 引退・離脱）
- SANADA（2024年11月4日 - 2025年4月5日 HOUSE OF TORTUREに加入・離脱）
- チェーズ・オーエンズ（2025年3月9日 - 2025年6月15日 HOUSE OF TORTUREに加入・離脱）

## タイトル歴
- デビッド・フィンレー
  - IWGP GLOBALヘビー級王座（初代、第3代）
  - NEVER無差別級王座（第39代）
  - NEW JAPAN CUP 優勝（2025年）
- アレックス・コグリン&ゲイブ・キッド
  - STRONG無差別級タッグ王座（第5代）
- ドリラ・モロニー&クラーク・コナーズ
  - IWGPジュニアタッグ王座（第73代、第75代）
- ゲイブ・キッド
  - IWGP GLOBALヘビー級王座（第5代）
  - STRONG無差別級王座（第7代）